# Colin Thubron

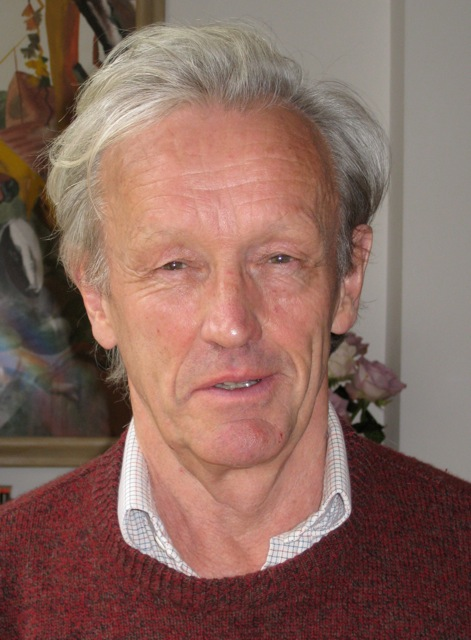
Colin Thubron

Colin Gerald Dryden Thubron, född 14 juni 1939 i London, är en brittisk författare.
Thubron studerade vid Eton College. Hans första bok var en reseskildring, Mirror to Damascus, och gavs ut 1968. Den följdes kort därefter av The Hills of Adonis: A Quest in Lebanon, en lyrisk berättelse om en resa genom Libanon, innan inbördeskriget bröt ut.
Det var först senare som han skrev sin första roman, The God in the Mountain, 1977. Hans roman, A Cruel Madness, vann PEN/Macmillan Silver Pen Award 1985. Behind the Wall vann både Hawthornden Prize 1988 och Thomas Cook Travel Book Award. In Siberia var nominerad till Thomas Cook Travel Book Award. Hans reseskildring Shadow of the Silk Road 2006, är en beskrivning av hans resa längs Sidenvägen där han återbesöker platser från sina tidigare böcker - The Silk Road och Lost Heart of Asia.
Hans roman från 2002, To the Last City var nominerad till Man Booker Prize och var hans första verk som länkade samman hans reseskildringar med hans skönlitterära skrivande. Den handlar om en grupp människor som ger sig av för att utforska ruinerna av inkastaden Vilcabamba i Peru.
Thubron är sedan 2008 president i Royal Society of Literature.